# Prehistorie van Anatolië

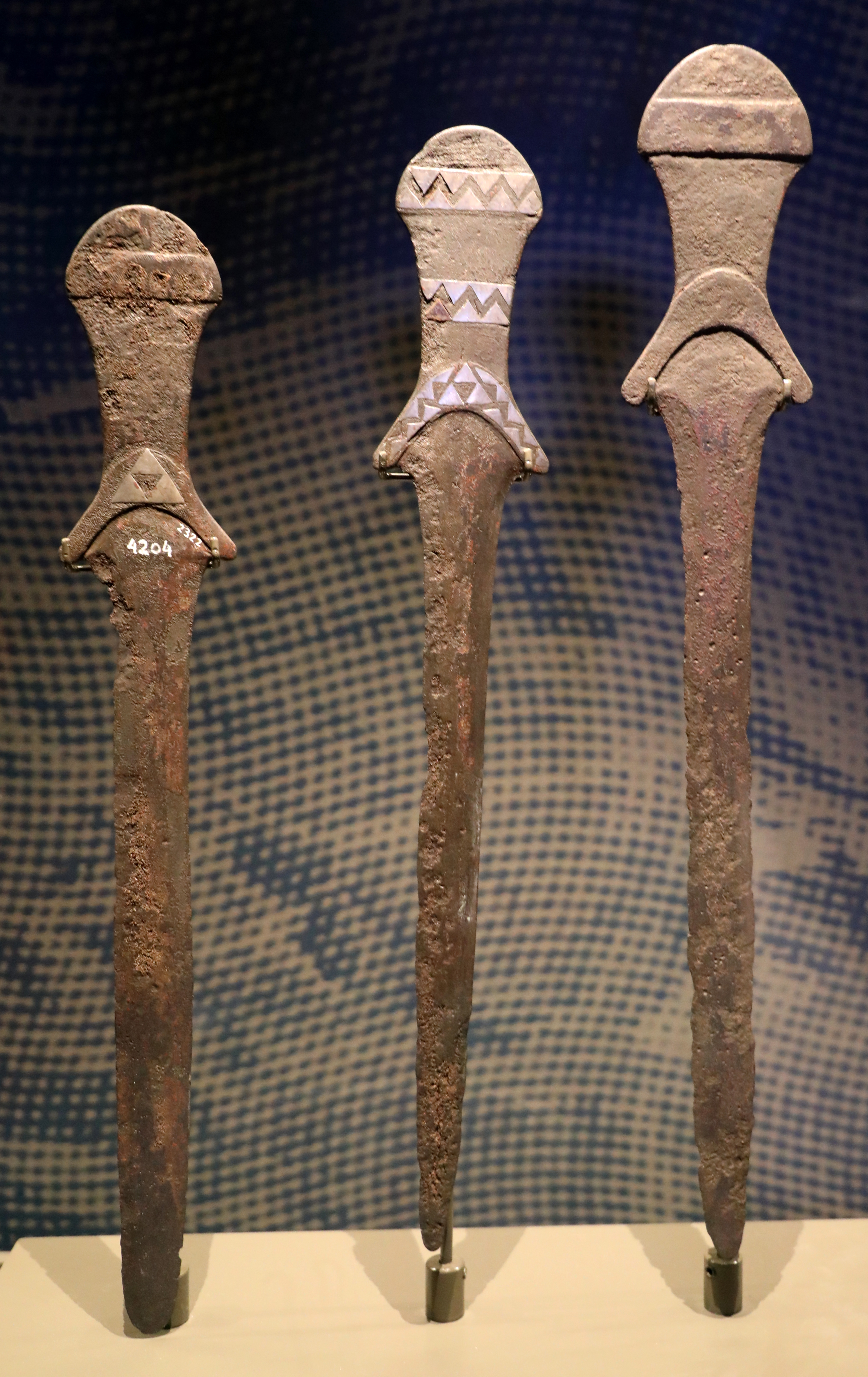
Bronzen zwaarden, ingelegd met zilver, Arslantepe.

De prehistorie van Anatolië omvat de vroegste periode van de geschiedenis van Anatolië. Ze strekt zich uit van de eerste menselijke nederzettingen in Anatolië, ongeveer 1,5 miljoen BP, tot het verschijnen van het schrift in het district in het 2e millennium Chr. Anatolië wordt hier begrepen in de moderne politieke zin en omvat het gehele Aziatische deel van het huidige Turkije, van de Egeïsche Zee tot Irak en Iran.

## Paleolithicum

### Vroegpaleolithicum

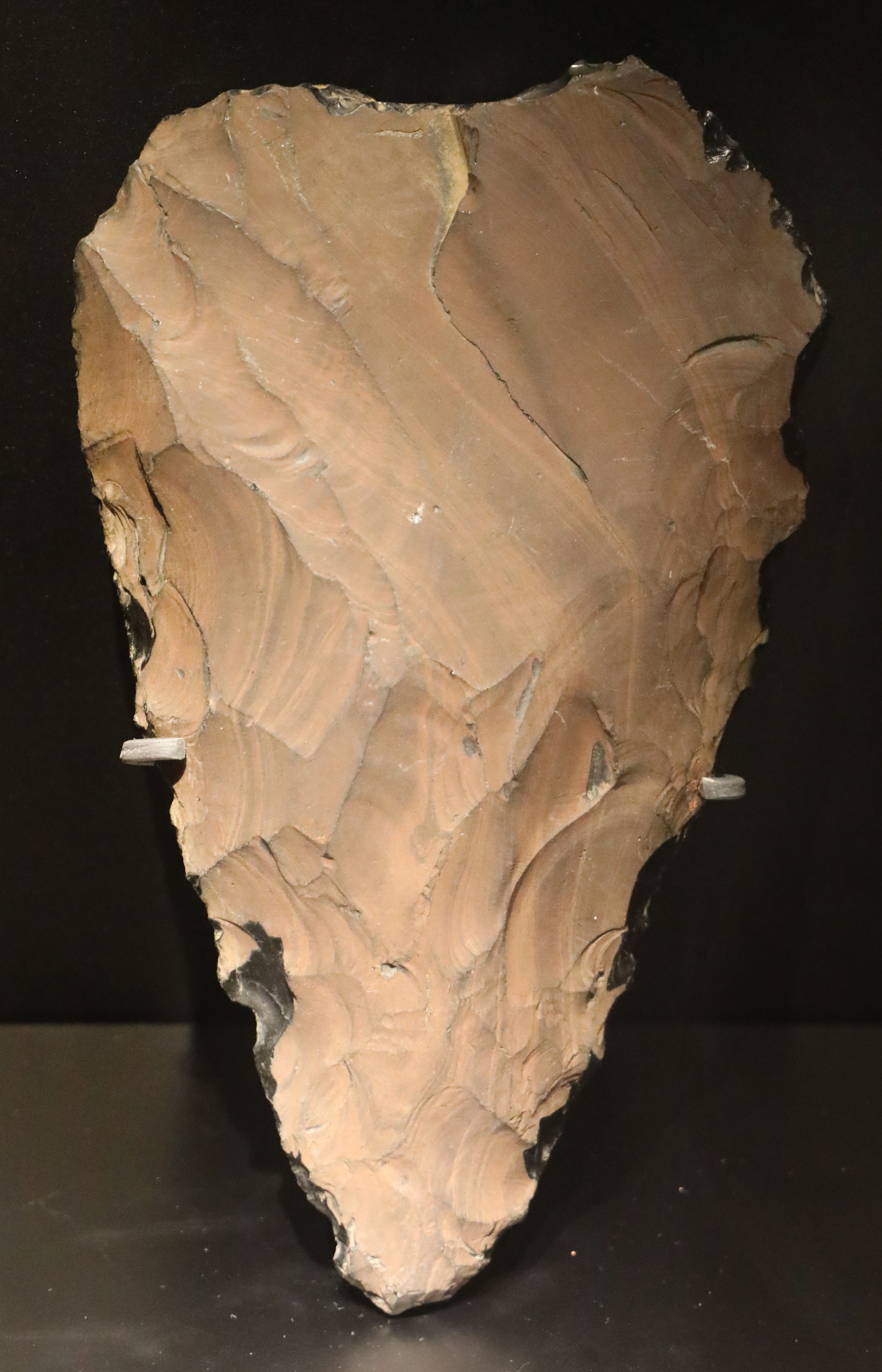
Obsidiaanpunt van Gürgürbaba Tepe, oost-Anatolië

De vroegst bekende menselijke aanwezigheid in Anatolië dateert uit het Vroeg-Pleistoceen, in het westelijke deel van de regio. in 2002 werden in Kocabaş nabij Denizli, in de Büyük Menderes-vallei aan Homo erectus toegeschreven schedelkapfragmenten ontdekt. Deze Kocabaş-mens werd gedateerd tussen 1,6 en 1,2 miljoen BP. Andere vondsten uit het vroeg Pleistoceen zijn bijvoorbeeld een afslag ontdekt in de bedding van de rivier de Gediz, ongeveer 150  ten oosten van Izmir, op een niveau gedateerd op 1,24 tot 1,17 miljoen BP.  
Tot nu toe is alleen de site Kaletepe Deresi 3, in het zuiden van Cappadocië, het onderwerp geweest van een archeologische opgraving. Deze leverde in situ niveaus uit het Acheuléen op, met name gekenmerkt door de aanwezigheid van een vuistbijl van obsidiaan. De precieze datering van deze niveaus blijft echter onzeker. Daarnaast bevestigen sporadische vondsten van stenen werktuigen de bewoning van Anatolië in die tijd. Een openluchtsite is bijvoorbeeld ontdekt in Bozyer in centraal Lydië, en twee cleavers als oppervlaktevondsten in Urla en Narlıdere in de provincie İzmir. Daarnaast is er een reeks nog slecht beschreven sites die aan het Acheuléen werden toegeschreven, bijvoorbeeld Kömürburnu aan de Egeïsche Zee, ten westen van Izmir, waar naar verluidt vuistbijlen werden gevonden.

### Middenpaleolithicum
De bewoning van Anatolië in het middenpaleolithicum, vanaf ongeveer 350.000 BP, is veel beter gedocumenteerd dan die van de voorgaande periode. Vindplaatsen die het onderwerp zijn geweest van archeologische opgravingen zijn echter zeldzaam. Kaletepe Deresi 3 is de enige opgegraven openluchtsite uit deze periode. Er zijn ook zeldzame grotsites. In de Karaingrot in het district Antalya zijn enkele stenen werktuigen gevonden die dateren van rond 39.630 BP, dat wil zeggen aan het einde van deze periode. Er zijn talrijke oppervlaktesites bekend in verschillende regio's, bijvoorbeeld in de buurt van Keçiçayırı, in het gebied Ağaclı aan de zuidwestelijke kust van de Zwarte Zee of op het eiland Gökçeada. Al deze sites worden gekenmerkt door de aanwezigheid van punten, afslagen en Levallois-kernen.

### Laatpaleolithicum

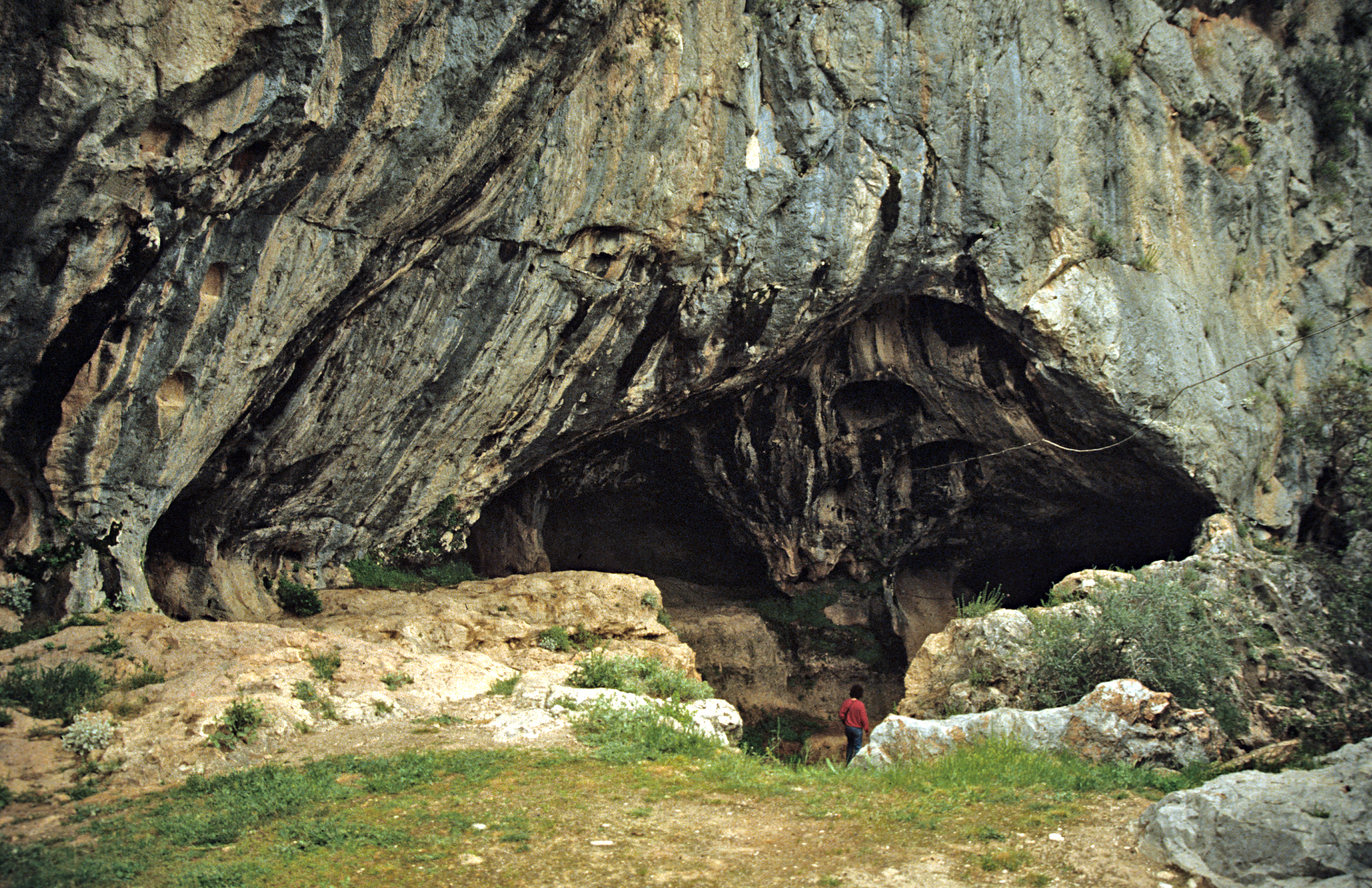
Ingang van de Karaingrot

De overgang van het middenpaleoliticum naar het laatpaleolithicum is slecht gedocumenteerd. Dit wordt deels verklaard door de om klimatologische redenen lage natuurlijke sedimentatie tijdens isotopische fase 3 tussen de Taurus en de Kaukasus. Archeologische locaties uit deze periode hebben daarom zeer weinig sporen achtergelaten. Zo is er in de Karaingrot een hiaat tussen de laatste niveaus van het middenpaleoliticum en de vroegste niveaus van het laatpaleolithicum, gedateerd tussen 31.280 en 28.100 BP. Een andere mogelijke verklaring voor dit gebrek aan gegevens zijn de aanhoudende koude en droge klimatologische omstandigheden in het grootste deel van Anatolië, waardoor deze regio's onherbergzaam waren. Ten slotte is het waarschijnlijk dat veel kustplaatsen aan de oevers van de Middellandse Zee overstroomd werden door het stijgende water na de laatste ijstijd. Het beeld van de bevolking van deze regio's is daarom beperkt. Als gevolg hiervan zijn de sites uit het laatpaleolithicum relatief gering in aantal, en maar weinig zijn het onderwerp geweest van archeologische opgravingen.
De kennis over deze periode is beperkt tot de kustgebieden van de Zwarte Zee, Hatay en de provincie Antalya. In de laatste kenmerkt het begin van het laatpaleolithicum in de Karaingrot zich door een Aurignacien-bewoning. Andere sites in dezelfde regio, die eerder werden opgegraven, zijn mogelijk uit dezelfde periode, zoals de Direkligrot in Kahramanmaraş, die sinds de jaren 2000 het onderwerp was van nieuw onderzoek. In de grotten van Beldibi en Belbaşı, gesitueerd in hetzelfde gebied en waar in het verleden opgravingen zijn gedaan, zouden ook niveaus zijn gevonden die vermoedelijk uit dezelfde periode stammen, maar dit is nog niet bevestigd.
De Üçağızlıgrot in Hatay leverde laatpaleolithische niveaus op die wijzen op een zeer sterke culturele verwandschap met sites in de Levant, enkele tientallen kilometers verder naar het zuiden. Zo kenmerkt het niveau dat wordt toegeschreven aan het initieel laatpaleolithicum zich door de aanwezigheid van enkele Levallois-afslagen van middenpaleolithische traditie. In deze grot werden talrijke sieraden gevonden, met name van schelpen. In de volgende niveaus, gedateerd tussen 33.000 en 28.000 BP, getuigen de vondsten van verwantschap met het Ahmarian en komen benen gereedschappen en bewerkte schelpen vrij vaak voor. Er werden ook enkele menselijke kiezen gevonden. De naburige grotten vertonen ook een bewoning tijdens het laatpaleolithicum, met Aurignacien-niveaus in dat van Merdivenli.
Een laatpaleolithische bewoning wordt ook bevestigd door vlakvondsten in verschillende regio's van Anatolië van stenen werktuigen die vermoedelijk aan deze periode kunnen worden toegeschreven. Ook in Zuidoost-Anatolië kan men veronderstelde bewoningen uit deze periode vinden.
In Kula in de provincie Manisa zijn menselijke voetafdrukken geïdentificeerd die dateren uit het einde van het Pleistoceen, dus gelijktijdig met het laatpaleolithicum. Er is ook indirecte informatie over de bewoning van Anatolië in deze periode. Zo is het bijvoorbeeld mogelijk om obsidiaan te vinden in de Cappadocische afzettingen van Göllüdağ in de rotsschuilplaats Yabrud II in Syrië op een niveau gedateerd tussen 40.000 en 30.000 BP.
Het einde van het laatpaleolithicum in Anatolië ligt rond 19.500 BP. De culturen uit deze periode verschilden sterk van het Solutréen en Magdalénien die een deel van West-Europa kenmerkten.

### Epipaleolithicum
De volgende periode van de Anatolische prehistorie, die rond 19.500 v.Chr. begon, wordt epipaleolithicum genoemd. Sommige van de sites in deze fase waren al in de voorgaande periode bewoond, zoals de Karaingrot, terwijl andere vaak grotlocaties zijn die zich in dezelfde regio's bevinden, met name in het gebied rond Antalya. De belangrijkste site van deze periode is bijvoorbeeld de Öküzinigrot. In de lagen van het epipaleolithicum werden niet-geometrische microlithische werktuigen en gerugde klingen ontdekt, waardoor de stenen werktuigen van deze chronologische fase nauwkeuriger konden worden gekarakteriseerd. De site leverde ook benen werktuigen op, waaronder naalden met ogen, afgeknotte hertengeweien, priemen en sieraden (dentaliumkralen en andere zeeschelpen). Veronderstelde epipaleolithische sites zijn in veel regio's gedocumenteerd, bijvoorbeeld aan de oevers van de Zwarte Zee. Dit zijn wederom sites gekenmerkt door stenen werktuigen die aan de oppervlakte zijn gevonden. Helaas laat de afwezigheid van karakteristieke werktuigen en de afwezigheid van directe of indirecte datering van deze artefacten niet toe om hun chronologische toeschrijving te bevestigen. De mensen uit deze periode leefden uitsluitend van jagen, verzamelen en vissen. Uitwisselingen met andere regio's zijn gedocumenteerd door de verspreiding van obsidiaan van Cappadocië naar de Levant en Cyprus.

## Neolithicum

### Prekeramisch neolithicum
Het prekeramisch neolithicum omvat twee periodes, het PPNA en het PPNB, die zich ontwikkelden tussen 10.040 en 6.940 v.Chr. Deze kenmerken in wezen de Levant, en volgens sommige auteurs een deel van Zuid-Anatolië. Gedurende dezelfde periode werd Centraal-Anatolië gekenmerkt door het einde van Early Central Anatolia I, dat doorloopt tot 9.000 v.Chr., en het grootste deel van Early Central Anatolia II.
Deze fase markeert de sedentarisatie van jagers-verzamelaarsgroepen en het begin van de domesticatie van planten en dieren. Zoals de naam al doet vermoeden, wordt het prekeramisch neolithicum gekenmerkt door de afwezigheid van aardewerk op archeologische sites. In Anatolië zijn de verschillen echter zeer uitgesproken, afhankelijk van de beschouwde regio's, zowel in de kwaliteit en hoeveelheid van de beschikbare documentatie, maar vooral ook in de evolutionaire processen die waarneembaar zijn via archeologische gegevens. Genetische analyses suggereren dat menselijke migraties een beperkte rol speelden in de opkomst van de landbouw in centraal Anatolië, waarbij een hoge genetische continuïteit werd waargenomen tussen de Anatolische jagers-verzamelaars en de vroege Anatolische landbouwers. Ze laten echter zien dat de prekeramisch neolithische populatie van deze regio het resultaat was van een genetische vermenging tussen de lokale jager-verzamelaarspopulatie en een populatie uit noordelijk Mesopotamië, de vroege Iraanse landbouwers.

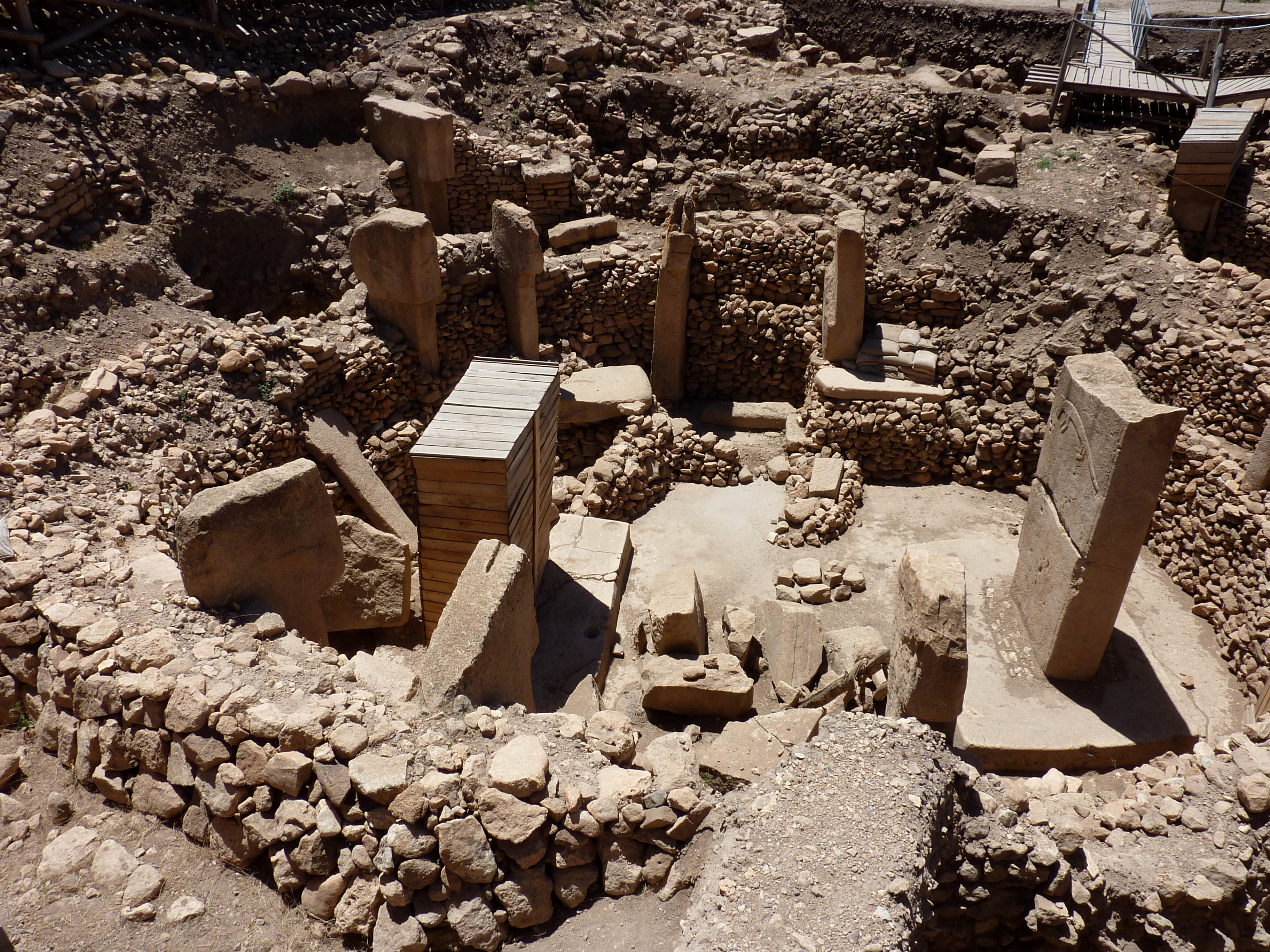
Göbekli Tepe

Het is het zuiden dat tenminste vanaf de 10e millennium v.Chr. de ontwikkeling ziet van grote jager-verzamelaarslocaties vergelijkbaar met die in de Levant. Dit zijn dorpen bevolkt door ten minste gedeeltelijk sedentaire groepen. De architectuur van de huizen is al ontwikkeld, met stenen funderingen en zorgvuldig bewerkte vloeren. Megalithische architectuur kenmerkt bepaalde sites, waarvan de bekendste en best gedocumenteerde Göbekli Tepe is. Een soortgelijke naburige site wordt opgegraven bij Karahan Tepe. Deze site heeft enorme omheiningen bestaande uit stenen pilaren, waarvan er vele gegraveerd zijn met dierfiguren. De materiële producties van deze groepen zijn ook van hoge kwaliteit, met gedecoreerde stenen vazen, sieraden en maalwerktuigen, bijvoorbeeld bij Körtik Tepe. De benen werktuigen zijn divers en worden in het bijzonder gekenmerkt door objecten versierd met geometrische en dierlijke decoraties. De stenen werktuigen onderscheiden zich door de aanwezigheid van pijlpunten van verschillende vormen gemaakt van verschillende gesteenten, met name obsidiaan, die getuigen van soms lange-afstandsuitwisselingen. Deze gemeenschappen leefden nog uitsluitend van jagen en verzamelen en exploiteerden de zeer rijke hulpbronnen van hun omgeving. In dezelfde periode wijzen de zeldzame gegevens die we hebben over andere regio's in Anatolië op de aanwezigheid van jager-verzamelaarsgemeenschappen met een veel minder ontwikkelde materiële productie.
Ook de recent ontdekte site Sayburç  provincie Şanlıurfa, bevestigde dit.

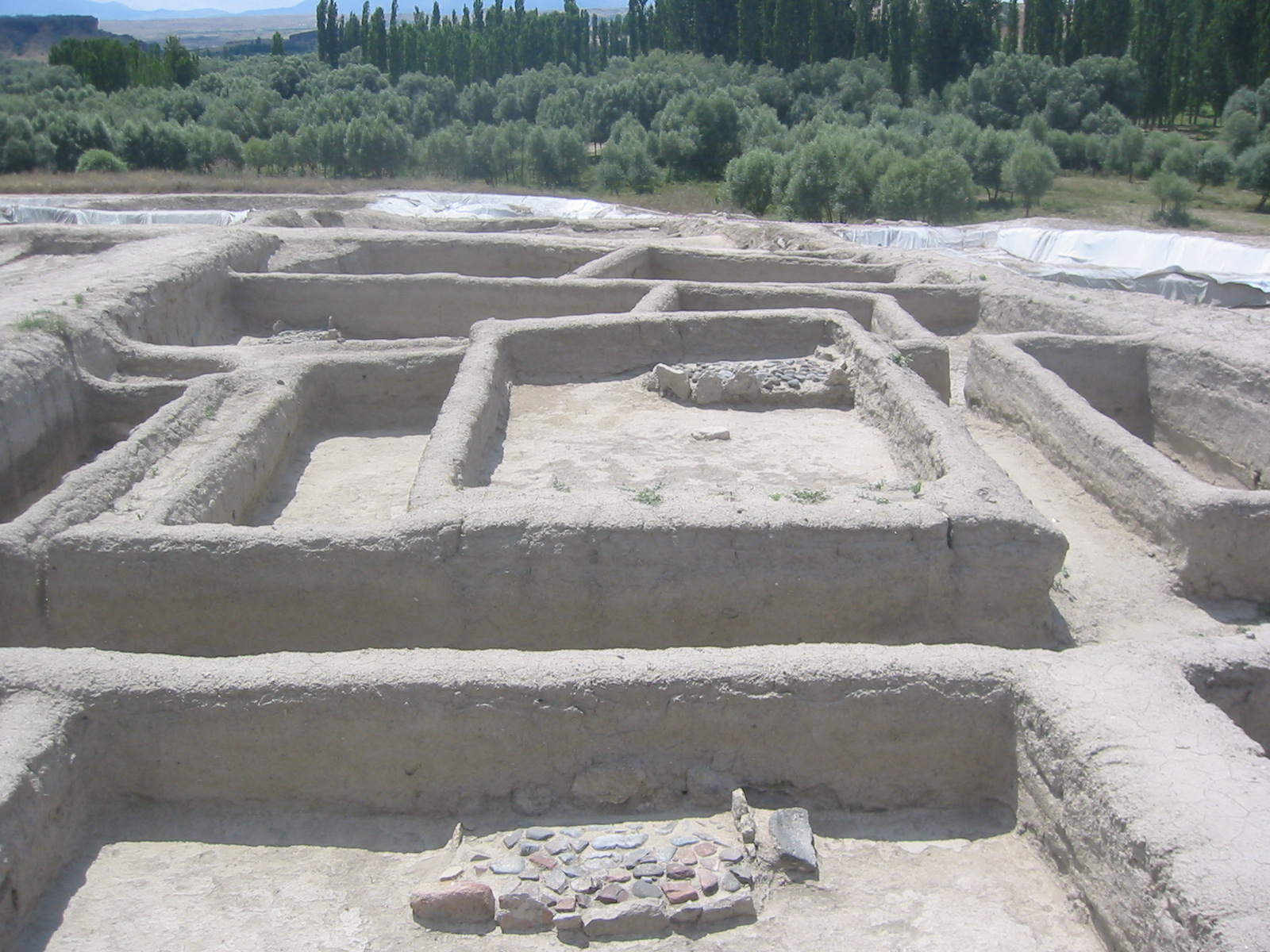
Aşıklı Höyük

In het 9e millennium v.Chr. verscheen het eerste onbetwistbare bewijs van landbouw en veeteelt in zuidoostelijk Anatolië. In eerste instantie omvatte dit geiten, schapen, runderen en varkens gedomesticeerd in noordelijk Syrië, westelijk Iran en zuidoostelijk Anatolië. Gedomesticeerde granen en peulvruchten verschenen iets later, mogelijk in verband met de komst van landbouwers uit Syrië en de Levant. De architectuur evolueerde, bijvoorbeeld in Göbekli Tepe maar ook in Nevalı Çori verdwenen de megalithische pilaren en bleven er alleen spaarzame pilaren van kleinere afmetingen over. Elders in Anatolië leefden gemeenschappen nog steeds uitsluitend van jagen en verzamelen, maar er is ten minste een evolutie waarneembaar in Cappadocië met de ontwikkeling van Aşıklı Höyük, een site gekenmerkt door zogenaamde agglomeratiearchitectuur, dat wil zeggen met huizen die aan elkaar vastzitten. In de buurt van obsidiaanafzettingen op slechts 15 km van deze site ontwikkelde en produceerde de werkplaats van Kaletepe klingen van zeer hoge technische kwaliteit, uitsluitend bedoeld voor de regio's in het zuiden van Anatolië tot aan Cyprus. In de vlakte van Konya werd in deze periode ook de nederzetting Boncuklu gesticht. Deze ontwikkeling betrof misschien in mindere mate ook West-Anatolië, met de site Girmeler bij Fethiye, die onder andere wordt gekenmerkt door de aanwezigheid van huizen met zorgvuldig geprepareerde vloeren en de aanwezigheid van gediversifieerde materiële producties.

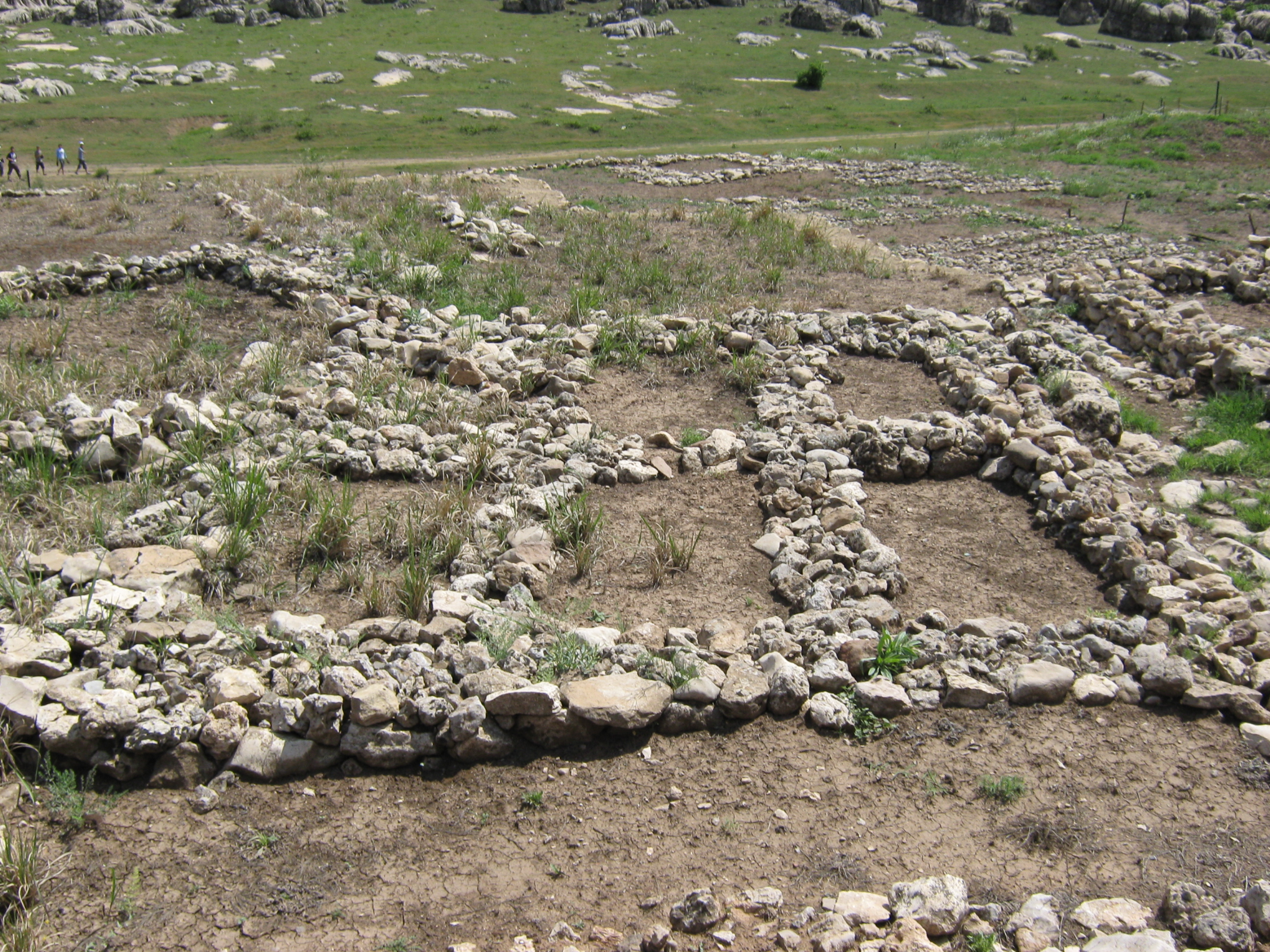
Çayönü, fundamenten van een huis

In het 8e millennium v.Chr. ontwikkelden en evolueerden zich megasites in zuidoostelijk Anatolië, met name Çayönü, gekenmerkt door verschillende architectonische fasen, hoogwaardige materiële productie, vooral in obsidiaan-werktuigen. Landbouw en veeteelt werden wijdverbreid. In de Konya-vlakte werd de site van Çatalhöyük minstens al omstreeks 7.560 v.Chr. gesticht, en de bevolking bereikte snel enkele duizenden individuen. De architectuur is vergelijkbaar met die van Aşıklıhöyük, dat werd verlaten ten gunste van de naburige site van Musular, die veel kleiner was. In Çatalhöyük werd landbouw beoefend, geiten- en schapenfokkerij is aangetoond, maar er was geen gedomesticeerd rundvee aanwezig hoewel er op oerossen werd gejaagd. De nederzetting kenmerkte zich door een overvloedige en gevarieerde materiële productie (gereedschappen, beeldjes, maar ook muurschilderingen). Aardewerk verscheen vanaf de 2e helft van het 8e millennium v.Chr op grote schaal in de gebieden van zuidoost-Anatolië, en in de overgang tussen het 8e en 7e millennium in Çatalhöyük. Buiten deze regio's is er vrijwel geen informatie beschikbaar, slechts een paar sites van vermeende jagers-verzamelaars worden uitsluitend op basis van de stenen werktuigen en de afwezigheid van aardewerk aan deze periode toegeschreven. Het ontbreken van absolute datering en de afwezigheid van karakteristieke gereedschapstypen die duidelijk met deze fase in verband staan maken hun toeschrijving echter onzeker. De vooruitgang van het onderzoek zou het echter mogelijk moeten maken de documentatie te voltooien, aangezien de eerste studies de aanwezigheid van menselijke bewoning tijdens deze periodes aantonen, ook in regio's waar deze niet werd vermoed, bijvoorbeeld in het hooggebergte in het noorden van de Taurus.
Ondanks de afwezigheid van grote geografische grenzen tussen Centraal- en West-Anatolië was er tussen 9000 en 7000 v.Chr. geen zichtbare neolithische ontwikkeling in West-Anatolië, behalve wat bewijs van bescheiden interregionale contacten, bevestigd door stenen werktuigen. Paleogenetische bevindingen geven aan dat de neolithisering van West-Anatolië in het 7e millennium v.Chr. een veelzijdig proces was, gekenmerkt door de assimilatie van neolithische gebruiken door inheemse groepen en de instroom van mensen uit het oosten, waarvan hun gemengde nakomelingen uiteindelijk de basis legden voor het neolithische Zuidoost-Europa. 
Pas na 7000 v.Chr. begonnen er volledig sedentaire dorpen te verschijnen in West-Anatolië. Rond 6.500 v.Chr. droegen deze het volledige "neolithische pakket" van permanent bewoonde gebouwen, landbouw, huisdieren, aardewerk en specifieke rituele elementen die zich uiteindelijk over Europa verspreidden.

### Keramisch neolithicum

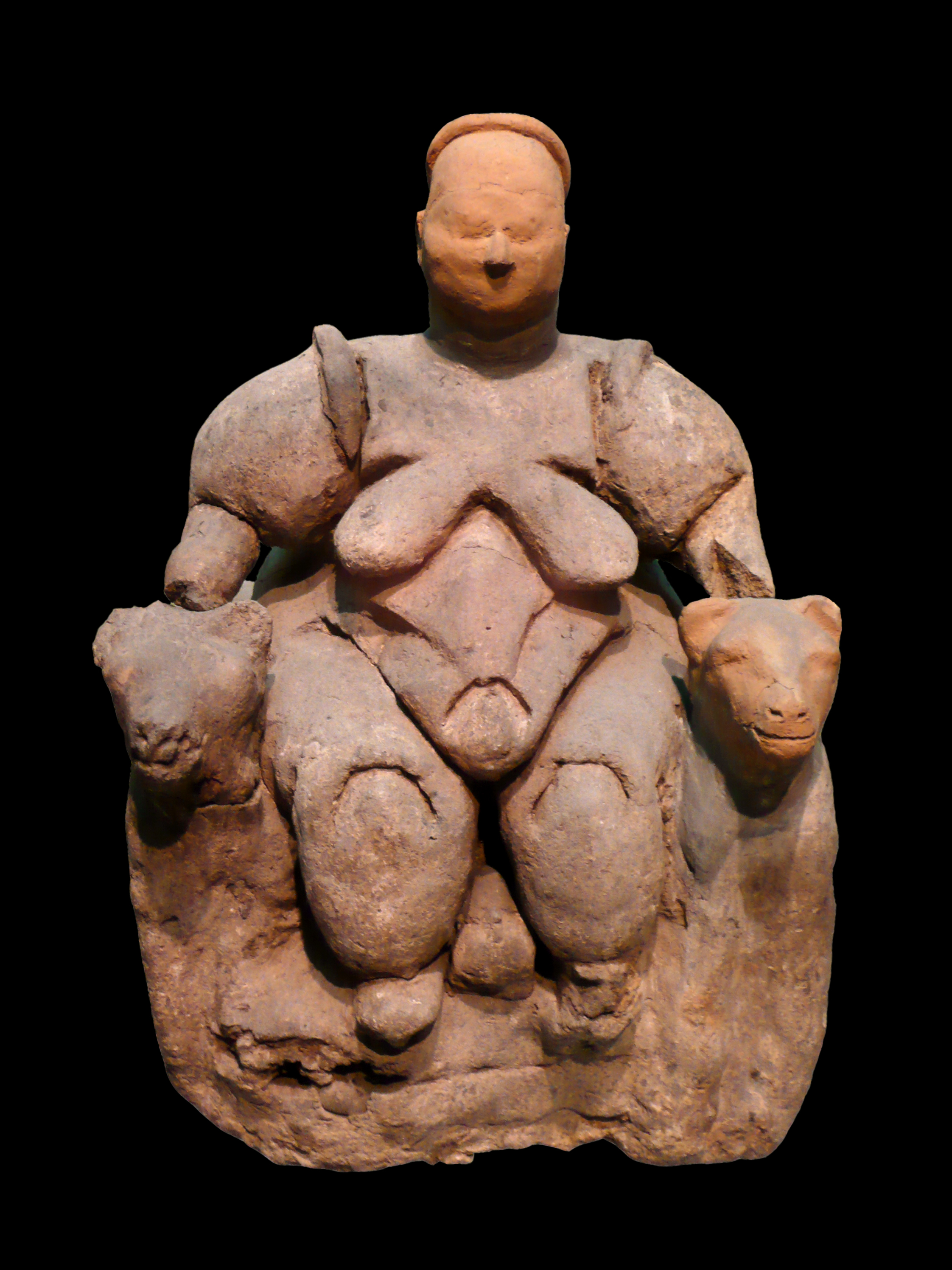
Çatal Höyük, beeldje bekend als de Zittende vrouw van Çatalhöyük

Het keramisch neolithicum, dat rond 6.800 v.Chr. begon markeerde in Anatolië geen duidelijke breuk met het pre-keramisch neolithicum. Çatalhöyük bereikte zijn demografische hoogtepunt en concentreerde kennelijk het grootste deel van de bevolking in de Konya-vlakte. Het begin van deze periode is in de meeste andere regio's buiten Zuidoost-Anatolië nog steeds slecht gedocumenteerd.
Er is echter een duidelijke evolutie waarneembaar. Nieuwe nederzettingen bevolkt door landbouwers-herders werden gesticht, bijvoorbeeld in de buurt van de obsidiaanafzettingen van Göllüdag in Tepecik, maar ook in westelijk Anatolië, tot aan het noorden van de Egeïsche Zee, bij Çukuriçi, Ulucak, en Uğurlu, en zelfs daarbuiten, aangezien de oudste getuigenissen van het neolithicum in Griekenland, bij Knossos, Franchthi en misschien in Thessalië, dateren uit deze periode. De regio van de Zee van Marmara werd ook bevolkt door gemeenschappen van agropastoralisten, met de site van Barcın Höyük. In beide gevallen wordt aangenomen dat de ontwikkeling van deze sites verband hield met kolonisatie door groepen van elders, maar in het district van de Zee van Marmara zijn er ook elementen die wijzen op een acculturatie van de laatste jagers-verzamelaars, die bijvoorbeeld waarneembaar zijn in architectonische tradities. Menselijke bewoning in deze regio wordt ook gekenmerkt door de doorbraak van deze zee naar de Zwarte Zee, die het ecosysteem van de regio verstoorde.
Gezien de gereedschappen, de architectuur en de landbouwpraktijken of zelfs de rituele praktijken, wordt aangenomen dat de groepen die zich vestigden in het gebied van de Zee van Marmara afkomstig waren uit centraal Anatolië, terwijl degenen die aanwezig waren in de Egeïsche regio's verschillende oorsprongen zouden kunnen hebben gehad, zowel uit centraal als zuidelijk Anatolië. Zo kennen we in het centrum van Anatolië en de het gebied van Zee van Marmara talrijke begrafenissen, terwijl in het westen van Anatolië bijna geen graven bekend zijn, wat getuigt van zeer verschillende begrafenistradities. Materiële producties zijn een ander belangrijk element dat het mogelijk maakt om de oorsprong van deze groepen te karakteriseren. Terwijl aardewerk al eeuwenlang wijdverbreid was in heel Anatolië en de Levant, was het bij de eerste agropastoralisten van het Egeïsche bekken niet aanwezig. Er bestonden al verbindingen in het hele Egeïsche bekken en deze werden snel intensiever toen obsidiaan van het eiland Milos de sites in westelijk Anatolië bereikte.
De tweede helft van het 7e millennium v.Chr. werd gekenmerkt door een intensivering van de bezetting van Anatolisch grondgebied door landbouwers en herders. De sites uit deze periode zijn bijzonder talrijk. De materiële cultuur, met name de vorm en decoratie van het aardewerk, maakt het mogelijk om verschillende culturen te definiëren, zoals de Fikirtepecultuur in de zuidoostelijke regio's van de Zee van Marmara. Het was gedurende deze periode dat groepen landbouwers-herders, waarschijnlijk deels uit Anatolië, zich vestigden op de Balkan, met name in Thracië. Het is waarschijnlijk dat deze processen niet op een regelmatige en continue manier plaatsvonden, maar eerder in de vorm van opeenvolgende golven van nederzettingen waarvan de precieze oorsprong nog moet worden vastgesteld. Verschillende routes werden door deze gemeenschappen genomen, sommige doorkruisten Anatolië, andere volgden de Middellandse Zeekusten.
Deze verschillende trends zijn waarneembaar door de analyse van archeologische overblijfselen die getuigen van verschillende tradities, bijvoorbeeld in de gedomesticeerde diersoorten die van regio tot regio verschilden of in de productietechnieken, de vormen en de decoraties van het aardewerk. De redenen die deze verschillende golven van neolithische nederzettingen verklaren zijn ongetwijfeld meervoudig. Klimatologische factoren en innovaties op het gebied van landbouw en veeteelt hebben ongetwijfeld een rol gespeeld, maar de evolutie van de sociale organisatie van de verschillende groepen moet ook in aanmerking worden genomen.
Recente genetische studies (2020) laten zien dat rond 6.500 v.Chr. de bevolking van Anatolië zich genetisch begon te vermengen met mensen uit de zuidelijke Kaukasus. Deze bevolking verspreidde zich geleidelijk over de regio, van centraal Anatolië tot de zuidelijke Kaukasus en het Zagrosgebergte in het huidige Noord-Iran.

## Kopertijd
De kopertijd, die rond 6000 v.Chr. begon, dankt zijn naam aan de geschiedenis van het onderzoek. Op basis van verschillende sites of niveaus van bezetting van sites werd aangenomen dat deze fase de ontwikkeling van hiërarchische samenlevingen en de ontwikkeling van de metallurgie markeerde. Onderzoek heeft echter aangetoond dat er in Anatolië geen echte breuk was in deze periode, aangezien de samenlevingen niet meer of minder hiërarchisch waren dan in voorgaande periodes. Metallurgie is niet geattesteerd, en er zijn slechts een paar artefacten van gedegen koper waarvan de productie geen beheersing van het metaalsmelten vereist. Dit type object was al sporadisch aanwezig in het PPNB. De sites die gedurende deze periode werden bewoond, zijn dezelfde als gedurende de vorige periode. Een opmerkelijke verandering is waarneembaar bij Çatalhöyük, de westelijke tell herbergt nu de dorpsbevolking en de oostelijke tell wordt geleidelijk verlaten. De site is dan duidelijk minder uitgebreid dan in voorgaande perioden, en tegelijkertijd ontwikkelen zich veel dorpen in de Konya-vlakte.
De belangrijkste gebeurtenis uit de kopertijd is de plotselinge verlating van bijna alle locaties in West-Anatolië, tot aan de provincie Burdur, rond 5700 v.Chr. In verschillende gevallen komt deze verlating overeen met episodes van verwoesting en de bouw van versterkingen, wat duidt op een fase van algemene conflicten. Tot nu toe zijn er in deze regio's geen nieuwe sites uit deze periode bekend. Er zijn verschillende hypothesen naar voren gebracht om dit hiaat in de bevolking van West-Anatolië te verklaren, waaronder de hypothese van een klimaatcrisis, maar de belangrijke koudeperiode van rond 6200 v.Chr. ging grotendeels aan deze breuk vooraf. Het duurde enkele eeuwen voordat de ontwikkeling van nieuwe sites of de herbezetting van eerder bezette sites zichtbaar werd, en zelfs dan niet in alle regio's. In de provincie Izmir verschenen er pas vanaf de 4e millennium v.Chr. weer bewijzen van bewoning.
Het einde van de 5e en 4e millennium werd in heel Anatolië gekenmerkt door een mozaïek van archeologische culturen die voornamelijk werden gedefinieerd door de vormen en versieringen van het aardewerk, en in mindere mate door andere materiële producties of architectuur. De levenswijze van de bevolking was grotendeels identiek aan die van voorgaande eeuwen. Het waren gemeenschappen van landbouwers en veehouders. De sociale organisatie is slecht begrepen, maar er zijn geen opvallende tekenen van een duidelijke sociale stratificatie. De documentatie van deze periodes blijft echter uiterst ongelijkmatig, afhankelijk van de regio. De meeste sites zijn alleen bekend uit prospecties en waren nog niet het onderwerp van archeologische opgravingen. In andere regio's, bijvoorbeeld die van Antalya en Burdur, wordt een nieuwe fase van verlatenheid waargenomen gerelateerd met het platbranden van dorpen tegen het einde van de kopertijd. De afwezigheid van sites na deze periode werd in verband gebracht met de veronderstelde aanwezigheid van nomaden waarvan de woningen zeer weinig archeologische sporen zouden hebben achtergelaten. Het gebrek aan gegevens in bepaalde regio's, bijvoorbeeld in West-Anatolië, is echter ongetwijfeld ten minste gedeeltelijk gekoppeld aan de stand van het onderzoek.

## Vroege bronstijd

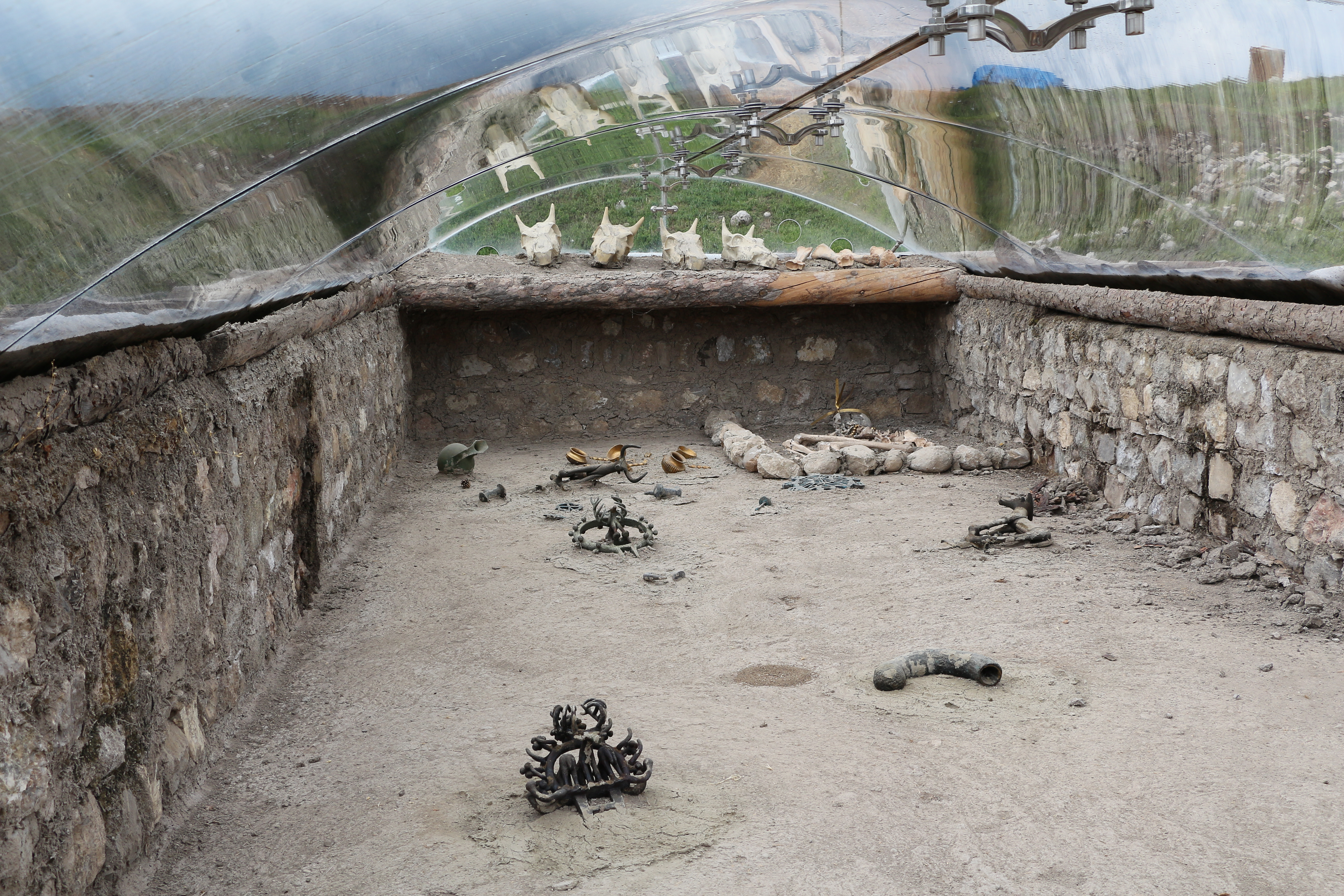
Een koninklijk graf uit Alacahöyük

De bronstijd begon rond 3200 v.Chr. Ze kwam overeen met een ontwikkeling van verschillende culturen waarvan enige getuigen van een aanzienlijke hiërarchisering en de verspreiding van verstedelijking. In het zuidoosten van Anatolië worden deze culturen gekenmerkt door hun relaties met de Mesopotamische beschavingen, met name die van Uruk. Deze relaties zijn bijvoorbeeld bijzonder waarneembaar in Arslantepe. Deze periode valt samen met de ontwikkeling van de Koera-Araxescultuur, gecentreerd op de Kaukasus maar waarvan de uitbreiding het oosten van Anatolië bereikte, met sites zoals Sos Höyük. Aan het andere einde van Anatolië werd Troje in deze periode gesticht. Het is in deze regio dat de oudst bekende bronzen voorwerpen werden gevonden, afgezien van een paar voorwerpen die op de Balkan zijn gedocumenteerd. Het legeren van koper en tin voor de productie van deze voorwerpen zou kunnen zijn vergemakkelijkt door de nabijheid en overvloed van afzettingen van deze twee metalen.
De rest van de periode laat een nog sterkere hiërarchisering zien. De graven van Alacahöyük, in de provincie Çorum, dateren van rond 2400-2200 v.Chr. Ze getuigen van de begrafenisrituelen die voorbehouden waren aan de elite van de Hattiërs, waarvan verschillende sites in hetzelfde geografische gebied bekend zijn, zoals Hassuwa, Kültepe, Purushanda en Zalwar. De handel met Sumer was toen bijzonder ontwikkeld. De invloed van Mesopotamische culturen en de dynamiek van Anatolische gemeenschappen leidden in de daaropvolgende periode tot de ontwikkeling van staat-samenlevingen, wat de weg vrijmaakte voor de opkomst van het Hettitische Rijk. Geassocieerd met de beheersing van het schrift, markeerden deze veranderingen de intrede van Anatolië in de historische periode tijdens de midden-bronstijd (eerste helft van de 2e millennium v.Chr.).